# Ali Ghorbani
Ali Ghorbani (azer. Əli Qurbani, pers. علی قربانی;  ur. 19 września 1990 w Savadkouh) – azerski piłkarz pochodzenia irańskiego grający na pozycji napastnika. Od 2020 jest zawodnikiem klubu Sumqayıt FK.

## Kariera klubowa
Swoją karierę piłkarską Ghorbani rozpoczynał w juniorach takich klubów jak: Shohada-ye Zirab (2002-2004), Gheyrat Zirab (2004-2006), Parvin Ghaemshahr (2006-2009) i Nassaji Mazandaran (2009-2011). W 2010 roku został zawodnikiem pierwszego zespołu Nassaji i w sezonie 2010/2011 zadebiutował w jego barwach w drugiej lidze irańskiej. W sezonie 2011/2012 grał w Gahar Zagros FC, a w sezonie 2012/2013 - w Mes Sarcheshmeh.
W sierpniu 2013 Ghorbani przeszedł do pierwszoligowego Naftu Teheran. Swój debiut w nim zaliczył 16 sierpnia 2013 w zwycięskim 4:2 wyjazdowym meczu z Esteghlalem Chuzestan. Zawodnikiem Naftu był przez trzy sezony.
Latem 2016 roku Ghrobani został zawodnikiem innego klubu z Teheranu, Esteghlalu. Zadebiutował w nim 31 lipca 2016 w przegranym 1:2 wyjazdowym meczu z Esteghlalem Chuzestan. W sezonie 2016/2017 wywalczył z Esteghlalem wicemistrzostwo Iranu, a w sezonie 2017/2018 zdobył Puchar Iranu.
Latem 2018 roku Ghorbani przeszedł do słowackiego Spartaka Trnawa. Swój debiut w Spartaku zaliczył 15 września 2018 w przegranym 1:2 domowym meczu z MŠK Žilina. W sezonie 2018/2019 zdobył ze Spartakiem Puchar Słowacji.
Na początku 2019 roku Ghorbani wrócił do Iranu i został piłkarzem Sepahanu Isfahan. Swój debiut w nim zanotował 5 lutego 2019 w zremisowanym 0:0 wyjazdowym spotkaniu z Sanatem Naft Abadan. W sezonie 2018/2019 wywalczył z Sepahanem wicemistrzostwo Iranu.
Latem 2020 Ghorbani przeszedł do azerskiego Sumqayıt FK. Zadebiutował w nim 21 sierpnia 2020 w przegranym 0:1 domowym meczu z Keşlə Baku.
| Sezon   | Klub               | Kraj        | Rozgrywki       | Mecze | Gole |
| ------- | ------------------ | ----------- | --------------- | ----- | ---- |
| 2010/11 | Nassaji Mazandaran | Iran        | Azadegan League | 18    | 3    |
| 2011/12 | Gahar Zagros FC    | Iran        | Azadegan League | 23    | 7    |
| 2012/13 | Mes Sarcheshmeh    | Iran        | Azadegan League | 17    | 3    |
| 2013/14 | Naft Teheran       | Iran        | Iran Pro League | 25    | 6    |
| 2014/15 | Naft Teheran       | Iran        | Iran Pro League | 17    | 4    |
| 2015/16 | Naft Teheran       | Iran        | Iran Pro League | 20    | 4    |
| 2016/17 | Esteghlal Teheran  | Iran        | Iran Pro League | 28    | 6    |
| 2017/18 | Esteghlal Teheran  | Iran        | Iran Pro League | 27    | 7    |
| 2018/19 | Spartak Trnawa     | Słowacja    | Fortuna Liga    | 9     | 2    |
| 2018/19 | Sepahan Isfahan    | Iran        | Iran Pro League | 22    | 2    |
| 2019/20 | Sepahan Isfahan    | Iran        | Iran Pro League | 15    | 2    |
| 2020/21 | Sumqayıt FK        | Azerbejdżan | Premyer Liqası  | 19    | 9    |

## Kariera reprezentacyjna
W reprezentacji Azerbejdżanu Ghorbani zadebiutował 10 października 2020 w przegranym 0:2 meczu Ligi Narodów 2020/2021 z Macedonią Północną, rozegranym w Podgoricy.